# Emil Hultman
Axel Emil Hultman, född 25 december 1880 i Järvsö församling, Gävleborgs län, död där 1 augusti 1933, var en svensk lantbrukare och politiker (bondeförbundare).
Hultman var ledamot av riksdagens andra kammaren från 1929 i Gävleborgs läns valkrets.